# Konkoly-Thege Sándor
Terrakonkoli Konkoly-Thege Sándor (Szántó, 1888. augusztus 11./ augusztus 17. – Budapest, 1969. február 3.) magyar gazdász-állattenyésztő, egyetemi tanár. Konkoly Thege Miklós (1842–1916) csillagász unokaöccse.

## Életpályája
Szülei id. Konkoly-Thege Sándor és Toldy Erzsébet voltak. Földbirtokos családból származott. 1908–1909-ben sorkatonai szolgálatát töltötte a soproni 13. közös tüzérezredben. 1910-ben a Gazdasági Akadémián gazdász oklevelet szerzett. 1910-ben a debreceni Gazdasági Akadémián tanszéki gyakornokká nevezték ki. 1910–1912 között az Országos Magyar Gazdasági Egyesület (OMGE) gyakornoka, 1912–1923 között segédtitkára, 1924–1929 között titkára, 1930–1942 között főtitkára volt. 1914-ben a tudományegyetemen államtudományi doktori oklevelet szerzett. 1914–1917 között különböző harctereken teljesített katonai szolgálatot. 1918–19-ben a háborús Közélelmezési Minisztérium Sertésosztályán előadóként dolgozott. 1920–1942 között az Országos Magyar Gazdasági Egyesület Állattenyésztési Szakosztályának elnöke volt. Az 1940-es években fontos szerepet játszott az állatimportok lebonyolításában és a törzskönyvezés hazai megszervezésében. 1942–1944 között a Földművelésügyi Minisztériumban adminisztratív államtitkár volt. 1925–1935 között az Állatorvosi Főiskola előadója volt. 1926–1935 között a budapesti tudományegyetem közgazdaság-tudományi kar előadója volt. 1934–1937 között a József Nádor Műszaki és Gazdaságtudományi Egyetemen az állattenyésztési politika magántanára, 1937–1944 között címzetes nyilvános rendkívüli tanára, 1944–1946 között címzetes nyilvános rendes tanára volt. 1946–47-ben a Magyar Agrártudományi Egyetem Állattenyésztés-tani Tanszéke nyilvános rendkívüli, 1947–1949 között nyilvános rendes tanára volt. 1949–1952 között az Állattenyésztési Kutató Intézet Szarvasmarha-tenyésztési Osztályának kutatómérnöke, illetve tudományos munkatársa volt.
Mintegy 22 kiállítást szervezett. Vezető szerepe volt az Országos Magyar Gazdasági Egyesületben és az Országos Törzskönyvezési Bizottságban. Leginkább a szarvasmarha-tenyésztés területén ért el fontos eredményeket. Több szakcikke és tanulmánya jelent meg. Szerkesztette a Magyarország állattenyésztése című művet (I–IV. Budapest, 1926).
Sírja a Farkasréti temetőben található (5-1-107/108).

## Művei
- Állattenyésztésünk fejlődésének fő feltétele. Javaslatok takarmánytermelésünk javítására (Budapest, 1920)
- A mezőgazdasági kiállítások és állatdíjazások jelentősége és oktató hatása (Budapest, 1929)
- Állattenyésztésünk versenyképességének fokozása (Budapest, 1933)
- Állattenyésztésünk fejlesztésének irányai, eszközei és eredményei. Állattenyésztési politika (Budapest, 1948)